# Cozy mystery
El cozy mystery (en español, "misterio acogedor"), también conocido como "cozies" (en español, "acogedores"), es un subgénero de la ficción policíaca en el que el sexo y la violencia ocurren fuera de escena, el detective es un investigador aficionado, y tanto el crimen como la investigación tienen lugar en una comunidad pequeña y socialmente íntima. Los cozies contrastan con la llamada ficción hardboiled, en la que la violencia y la sexualidad explícita ocupan un lugar central en la trama. El término "cozy" se acuñó a finales del siglo XX, cuando varios escritores intentaron recrear la edad de oro de la ficción detectivesca.

## Personajes
Los detectives de estas historias son casi siempre aficionados y, con frecuencia, mujeres. El policía de pueblo Hamish Macbeth, protagonista de una serie de novelas de M. C. Beaton, es una notable excepción. Estos personajes suelen ser cultos, intuitivos y desempeñan trabajos que les ponen en contacto constante con otros residentes de su comunidad y de la región circundante (por ejemplo, hostelero, bibliotecario, profesor, adiestrador de perros, propietario de una tienda, reportero, etc.) Como otros detectives aficionados, suelen tener un contacto en el cuerpo de policía que puede darles acceso a información importante sobre el caso en cuestión, pero el contacto suele ser un cónyuge, amante, amigo o miembro de la familia en lugar de un antiguo colega. Desestimados por las autoridades en general como molestos y entrometidos , sobre todo si son mujeres de mediana edad o ancianas, los detectives del cozy mystery tienen libertad para escuchar a escondidas, reunir pistas y utilizar su inteligencia innata y su intuición para entender la dinámica social de la comunidad con el fin de resolver el crimen.
Los asesinos de los cozies no suelen ser psicópatas ni asesinos en serie y, una vez desenmascarados, suelen ser detenidos sin violencia. Por lo general, son miembros de la comunidad en la que se produce el asesinato y pueden ocultarse a plena vista, y sus motivos (codicia, celos, venganza) suelen estar arraigados en sucesos de hace años, o incluso generaciones. Los asesinos suelen ser racionales y a menudo muy elocuentes, lo que les permite explicar, o detallar, sus motivos una vez desenmascarados.
Los personajes secundarios del cozy mystery suelen tener un diseño más bien simple y se utilizan como alivio cómico. La suma de este tipo de personajes en series de misterio de larga duración, como las de Charlotte MacLeod, crea a menudo un grupo de excéntricos, entre los que el detective destaca como la persona más o quizás la única verdaderamente cuerda.
Un chiste sutil de estas series es cómo el protagonista se ve constantemente envuelto en muchos casos de gran repercusión, a menudo por accidente. Una broma recurrente sobre la serie Murder, She Wrote era cómo la protagonista/detective (Jessica Fletcher) tenía que ser la auténtica asesina en todos los casos, porque, "¡Vaya donde vaya, alguien muere!".

## Contenido
En el cozy mystery sólo se emplea el lenguaje obsceno más sutil. Los asesinatos tienen lugar fuera de escena, a menudo con métodos no excesivamente violentos como el envenenamiento y las caídas desde grandes alturas. Nunca se insiste en las heridas infligidas a la víctima y rara vez se utilizan como pistas. La actividad sexual, incluso entre personajes casados, sólo se insinúa ligeramente y nunca se aborda directamente.
Los cozies suelen tener lugar en una localidad, un pueblo u otra comunidad lo suficientemente pequeña (o insular) como para que resulte creíble que todos los personajes principales se conozcan y mantengan relaciones sociales de larga data. El detective aficionado suele ser una persona sociable y apreciada que consigue que los miembros de la comunidad hablen libremente de los demás. En este tipo de libros suele haber al menos un personaje muy informado, entrometido pero fiable, que conoce íntimamente la historia personal y las interrelaciones de todos los habitantes del pueblo, y cuya capacidad para rellenar los huecos del enigma permite al investigador aficionado resolver el caso.
Las series de cozy mystery suelen tener un elemento temático destacado relacionado con el trabajo, la mascota o la afición del detective. Los cozies de Diane Mott Davidson, por ejemplo, giran en torno a la cocina, los de Parnell Hall en torno a los crucigramas y la serie "Sarah Kelling" de Charlotte MacLeod en torno al arte. Otras series se centran en temas como la pesca, el golf, el senderismo, la moda, las antigüedades y la decoración de interiores. Los amantes de los gatos están bien representados entre las filas de los detectives de cozy mystery, sobre todo en la obra de Lilian Jackson Braun y Rita Mae Brown; los herboristas aparecen con frecuencia (el más conocido es el sabueso medieval Hermano Cadfael, de Ellis Peters). También hay series de cozy mystery con temas navideños, de Semana Santa y otras festividades.
Aunque los elementos característicos de los cozy mystery son la falta de énfasis en el sexo y la violencia, la preferencia por la resolución de enigmas frente al suspense, la ambientación en una pequeña ciudad y el hecho de centrarse en una afición u ocupación, los límites del subgénero siguen siendo imprecisos.

## Ejemplos del género

### Literatura
- Las novelas de Nancy Atherton sobre la tía Dimity están protagonizadas por la estadounidense Lori Sheppard, que se instala en un pueblo inglés gracias a una herencia de la "tía" Dimity (una vieja amiga de su difunta madre). Dimity se comunica con Lori, a través de un diario mágico, para ayudarla a resolver misterios relacionados con Lori y sus vecinos.
- La serie Cat Who... de Lilian Jackson Braun, comenzó como una serie de misterio más hardboiled a finales de la década de 1960, pero se transformó en cozy mystery cuando la autora volvió a escribirlas casi 20 años después.
- Rita Mae Brown escribió tres series de cozy mystery:[8]
  - The Foxhunting Mystery Series, ambientada en Virginia y protagonizada por la "hermana Jane" Arnold, una maestra de la caza de zorros de 70 años.[8]
  - La serie Mags & Baxter Mystery, ambientada en Nevada, está protagonizada por Mags Rogers, ex-Wall Streeter; Baxter, el perro salchicha de pelo duro de Mags; Jeep Reed, la abuela granjera de Mags; y King, el cruce de pastor alemán de Jeep.[8]
  - La serie de novelas sobre animales Mrs. Murphy, ambientada en el Sur profundo, tiene como "coautora" a Sneaky Pie Brown, la gata parlante en la que se basa el personaje principal, Mrs. Murphy.[8]
- La serie Hilary Tamar, de Sarah Caudwell, está protagonizada por la profesora Hilary Tamar y un elenco de jóvenes abogados londinenses, inteligentes y propensos a los problemas.
- El personaje de Miss Marple, creado por Agatha Christie, aparece en 12 novelas que han sido adaptadas en numerosas ocasiones al cine y la televisión.
- Los Misterios de Dixie Hemingway, de Blaize Clement, narra las aventuras de una policía convertida en cuidadora de mascotas en Siesta Key, Florida.
- Los Coffeehouse Mysteries, de Cleo Coyle, presentan a la dueña de una cafetería de Greenwich Village, Clare Cosi, que hace de detective con la ayuda de su ex marido, cazador de cafés, y de su peculiar equipo de baristas.[2]
- La serie de detectives Daisy Dalrymple, de Carola Dunn, sigue a la honorable Daisy Dalrymple y a su marido, el detective Alec Fletcher. Muchos de los asesinatos ocurren en casas de campo aristocráticas que Daisy visita para escribir artículos sobre ellas, en su carrera de "mujer moderna" de los años veinte como periodista. El elenco habitual de mejores amigos y familiares hace apariciones en cameo, al igual que los miembros del fiel equipo de detectives de Alec, que siempre están del lado de Daisy cuando Alec intenta mantenerla al margen del caso.
- Las novelas de Joanne Fluke sobre Hannah Swensen, una joven panadera y detective aficionada que vive en la ciudad ficticia de Lake Eden, Minnesota. Los libros incluyen recetas de repostería.
- Out on a Limb, de Carolyn Jourdan, trata de la búsqueda desesperada de una joven que desapareció misteriosamente del Parque nacional de las Grandes Montañas Humeantes durante una reunión de biólogos y botánicos de fama mundial. Los detectives accidentales de mediana edad son una enfermera y un guardabosques.
- Las novelas Mr. and Mrs. North, de Frances y Richard Lockridge, presentan a una pareja corriente que vive en Greenwich Village con sus gatos Gin, Sherry y Martini y resuelve misterios.

### Televisión
- Hetty Wainthropp Investigates es una serie inglesa protagonizada por Patricia Routledge en el papel de la anciana jubilada que resuelve misterios en su barrio de Lancashire.
- Murder, She Wrote es una serie estadounidense protagonizada por Angela Lansbury en el papel de Jessica Fletcher, una escritora de novelas de misterio que descubre que su trabajo a menudo tiene paralelismos con su propia vida.[9]
- Pie in the Sky es una serie británica de misterio que combina la investigación y la cocina. Un detective de policía y gastrónomo regenta su propio restaurante mientras resuelve crímenes.
- Rosemary & Thyme es una serie británica de misterio que combina la investigación fortuita y la jardinería. Algunos episodios se han adaptado y ampliado como novelas completas.
- Father Brown es una serie de televisión británica ambientada a principios de los años 50, con el personaje homónimo del título de G. K. Chesterton, un cura de un pequeño pueblo que hace a la vez de detective aficionado.
- Grantchester es una serie de televisión británica ambientada en la década de 1950 en el pueblo de Grantchester, en Cambridgeshire, con el vicario anglicano Sidney Chambers, y posteriormente el vicario William Davenport, cada uno de los cuales desarrolla una actividad adicional como detective con la ayuda del inspector Geordie Keating, basada en The Grantchester Mysteries, escrita por James Runcie.
- Agatha Raisin es una serie de televisión británica con el personaje homónimo de M. C. Beaton, una frustrada pero entrañable agente de relaciones públicas de mediana edad que se traslada de Londres a Carsely, en los Cotswolds, cuando vende su empresa de relaciones públicas en Mayfair y se jubila anticipadamente, pero crea su propia agencia de detectives para resolver crímenes y asesinatos.
- Partners in Crime es una serie de televisión británica ambientada en los años 50, en la época de la Guerra Fría contra Stalin, con una familia corriente que realiza sus tareas cotidianas mientras resuelve crímenes al mismo tiempo, basada en dos historias de Partners in Crime, The Secret Adversary y N or M? de Agatha Christie.
- The Madame Blanc Mysteries es una serie de televisión británica sobre una anticuaria de Cheshire, Jean White, que ayuda a resolver una serie de misterios y muertes en el pueblo ficticio de Sainte Victoire, en el sur de Francia.
- Sister Boniface Mysteries es una serie de televisión británica sobre una monja católica del convento de San Vicente, en la ciudad ficticia de Great Slaughter, en los Cotswolds. Además de sus deberes religiosos en el convento, hace vino y tiene un doctorado en ciencias forenses, lo que le permite actuar como asesora científica de la policía local en las investigaciones.[10]

### Radio
- Las adaptaciones radiofónicas de A Charles Paris Mystery han sido calificadas de "cosy crime".[11]

## Lecturas complementarias
- «Welcome to the Cozy Mystery List TV and Movie Section!». Cozy Mystery List: A Guide to Cozy Mystery (and Other Favorite) Books and DVDs (en inglés).